# Savannah (Tennessee)
Savannah település az Amerikai Egyesült Államok Tennessee államában, Hardin megyében, melynek megyeszékhelye is. Lakosainak száma 7213 fő (2020. április 1.).

## Népesség
A település népességének változása:

| 2010 | 6 982 |
| 2020 | 7 213 |